# Isla Inaccesible (Dellbridge)
La isla Inaccesible es una pequeña isla rocosa, la más septentrional de las islas Dellbridge , estando a 1 milla al sudoeste del cabo Evans, e la isla de Ross. está situada en las coordenadas 77°39′S 166°21′E / -77.650, 166.350. 
La isla Inaccesible es la más importante del grupo al estar casi siempre libre de nieve y elevarse a 95 metros. La isla Inaccesible fue descubierta por la Expedición del Descubrimiento (Discovery Expedition) de 1901-1904 bajo la dirección de Robert Falcon Scott y así llamada debido a la dificultad en alcanzarla.

## Reclamación territorial
La isla es reclamada por Nueva Zelanda como parte de la Dependencia Ross, pero esta reclamación está sujeta a las disposiciones del Tratado Antártico.
- Datos: Q1660884